# Kachtcheï l'immortel

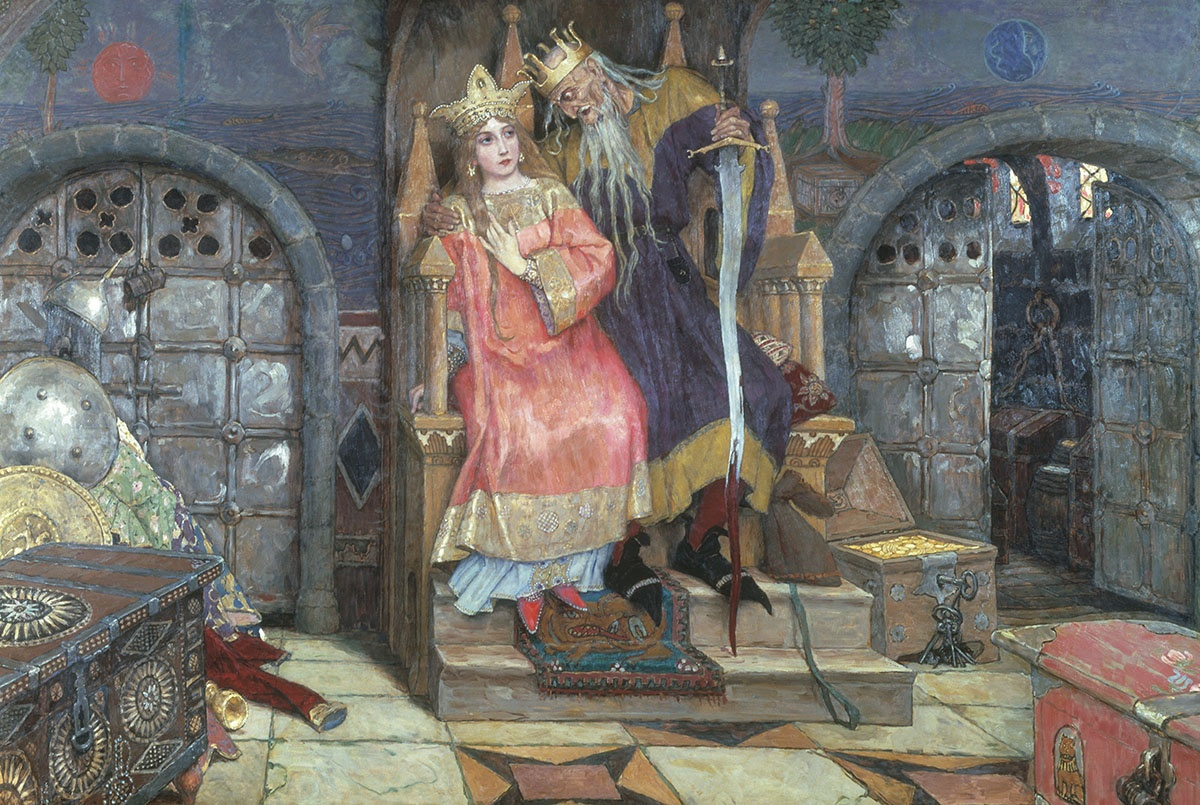
Kachtcheï l'immortel par Viktor Vasnetsov, vers 1926/1927, Maison-musée Viktor Vasnetsov, Moscou.

Kachtcheï l'immortel, Petit Conte automnal, est un opéra russe en un acte et trois scènes de Nikolaï Rimski-Korsakov, composé en 1901 et représenté pour la première fois à Moscou le 12 décembre 1902 (ancien style).

## Histoire de la composition
Cet opéra est basé sur le personnage du folklore russe du nom de Kochtcheï ou Kachtcheï, un sorcier laid et méchant qui s'attaque principalement aux jeunes femmes. C'est le critique musical Evgueni Petrovski qui proposa à Rimski-Korsakov un de ses livrets en quatre courtes scènes intitulé Kachtcheï l'immortel. Son sujet intéressa le compositeur, mais il demanda à Petrovski quelques retouches et ce dernier lui en présenta donc une seconde version. Celle-ci ne plut pas du tout à Rimski-Korsakov. Le compositeur se mit donc au travail pendant l'été 1901, décidant de combiner les deux dernières scènes et d'écrire lui-même le livret, avec l'aide de sa fille Sophie. La composition de l'œuvre fut achevée à l'automne, et Rimski-Korsakov confia la partition à l'éditeur Bessel pour publication. À l'été 1902, il apporta quelques corrections à l'opéra qui fut mis en scène pour la première fois au Théâtre Solodovnikov de Moscou le 12 décembre 1902, par l'ensemble de l'opéra privé de Savva Mamontov sous la direction de Mikhaïl Ippolitov-Ivanov. En 1906, pendant un séjour estival à Riva del Garda, le compositeur modifia le final de l'opéra qui ne lui donnait pas satisfaction, ajoutant un chœur hors scène.

## Représentations
Cet opéra est joué à Saint-Pétersbourg le 27 mars/9 avril 1905 au Théâtre dramatique Komissarjevskaïa par les étudiants du conservatoire de Saint-Pétersbourg sous la direction d'Alexandre Glazounov. D'autres représentations importantes ont lieu par la suite à Moscou en 1917 au Théâtre Bolchoï sous la baguette d'Emil Cooper, puis en 1919 à Pétrograd, en 1924 à Barcelone (en russe), en 1928 à Salzbourg (également en russe), en 1929 à Dortmund (en allemand sous le titre de Unhold Ohneseele). Il a été joué à Londres pour la première fois en 1995.

## Rôles
| Rôle                                    | Voix          | Distribution de la première                                           | Distribution de la première                                     |
| Rôle                                    | Voix          | Moscou, 12 décembre 1902 (chef d'orchestre: Mikhaïl Ippolitov-Ivanov) | Saint-Pétersbourg, 1905 (chef d'orchestre: Alexandre Glazounov) |
| --------------------------------------- | ------------- | --------------------------------------------------------------------- | --------------------------------------------------------------- |
| Kachtcheï, l'immortel                   | ténor         | Felix Ochoustovitch                                                   | A. Gourovitch                                                   |
| la tsarevna, la princesse Beauté Adorée | soprano       | Nadejda Zabela-Vroubel                                                | K. Mayzels                                                      |
| le prince Ivan Koroliévitch             | baryton       | Mikhaïl Botcharov                                                     | F. Pavlovski                                                    |
| Kachtcheïevna, la fille de Kachtcheï    | mezzo-soprano | Vera Petrova-Zvantseva                                                | N. Lejen                                                        |
| Le chevalier Tempête, le vent           | basse         | Vassili Ossipov                                                       | I. Pavlov                                                       |
| Chœur hors scène: voix invisibles       |               |                                                                       |                                                                 |

## Argument

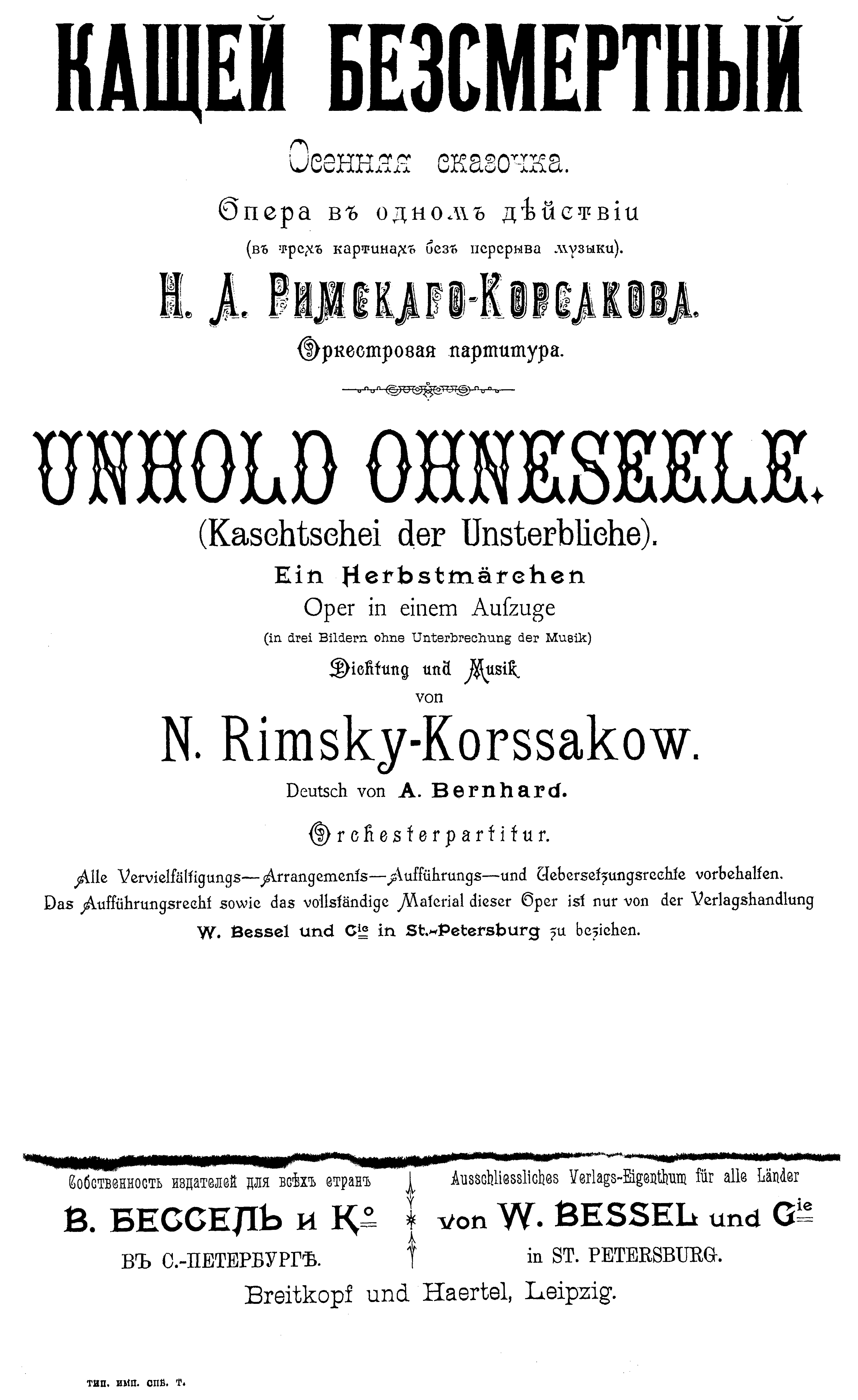
Couverture de la partition publiée en 1902 par Bessel.

### Scène I
Pendant un automne triste et sombre au royaume de Kachtcheï, la princesse Beauté Adorée est triste : elle craint que son fiancé, le prince Ivan Koroliévitch, ne l'ait oubliée et en aime une autre. Kachtcheï quitte son terem et va à la rencontre de la princesse qui le supplie de lui permettre de revoir au moins une fois son bien-aimé. Kachtcheï lui ordonne de se regarder dans un miroir magique, où sa fille Kachtcheïevna qui habite loin est vue avec le prince. Kachtcheï veut regarder aussi dans le miroir, mais au dernier moment il prend peur et il brise le miroir en mille morceaux. En fait, Katchtcheï a caché sa mort dans une larme de sa fille Kachtcheïeva par un tour de magie. Celle-ci est froide et cruelle : avec sa beauté, elle a séduit de nombreux guerriers vaillants qui sont morts sans jamais la voir pleurer. Cependant Kachtcheï décide de faire envoyer le chevalier Tempête, pour s'assurer que sa mort soit bien gardée.

### Scène II
Dans le domaine de Kachtcheïevna. Kachtcheïevna prépare une potion magique à faire boire à Ivan, pour l'endormir et oublier sa bien-aimée Beauté Adorée. Ivan la boit et s'endort, mais à ce moment le chevalier Tempête arrive et dissout le sort avec une rafale de vent. Puis Ivan, s'étant réveillé, s'envole avec le chevalier vers le royaume de Kachtcheï pour rejoindre la princesse Beauté Adorée.

### Scène III
De nouveau au royaume de Kachtcheï. Kachtcheï dort au terem, tandis que la princesse lui chante une sinistre berceuse. Le chevalier Tempête arrive avec Ivan embrassant à nouveau sa bien-aimée. Kachtcheïevna arrive également et supplie Ivan de rester avec elle, car elle l'aime et en souffre. La princesse Beauté Adorée, apitoyée, embrasse Kachtcheïevna qui se met pour la première fois à pleurer et aussitôt elle se transforme en saule pleureur. Des voix invisibles annoncent au même moment la mort de Kachtcheï et la fin de son règne. Les portes s'ouvrent sur une source lumineuse et le chevalier Tempête montre la voie aux deux jeunes amants.

## Enregistrements
- 1995: Chœur et orchestre du Théâtre Mariinsky (dir: Valeri Guerguiev). Constantin Ploujnikov (Kachtcheï), Marina Chagoutch (la princesse Beauté Adorée), Alexandre Guergalov (Ivan), Larissa Diadkova (Kachtcheïevna), Alexandre Morozov (le chevalier Tempête).	Philips 446 704-2 (1995).

## Source de la traduction
- (ru) Cet article est partiellement ou en totalité issu de l’article de Wikipédia en russe intitulé « Кащей Бессмертный (опера) » (voir la liste des auteurs).